# Adea Pirdeni

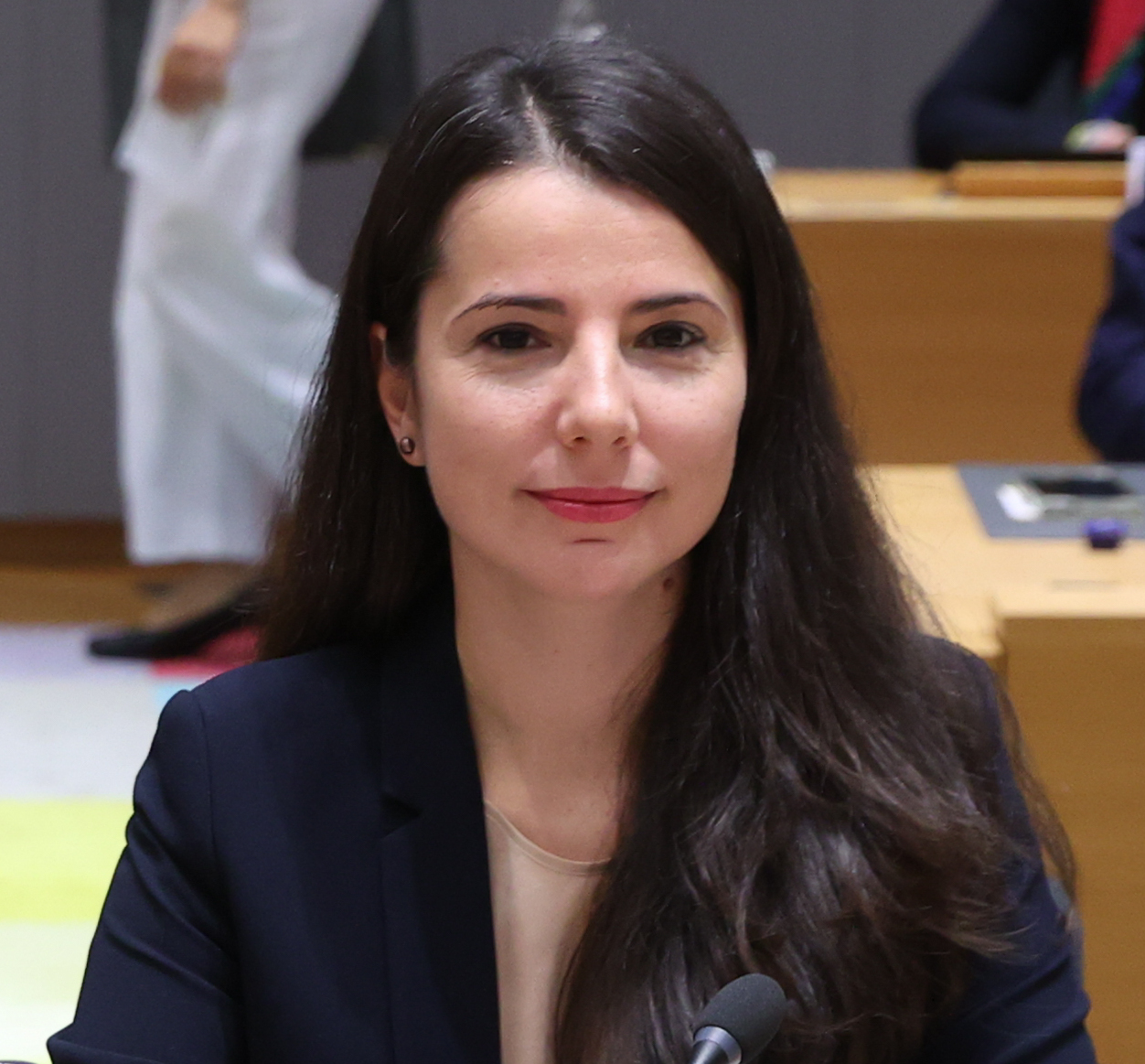
Adea Pirdeni, 2024

Adea Pirdeni (* 1. Oktober 1983 in Tirana) ist eine albanische Politikerin und Juristin. Sie ist seit Januar 2024 Justizministerin.

## Biografie
Pirdeni studierte Jura an der Universität Tirana, wo sie auch ihren Master in öffentlichem Recht abschloss. Anschließend erwarb sie einen Magister Juris (MJur) an der Universität Oxford mit Auszeichnung und promovierte 2016 in öffentlichem Recht. Sie ist mehrsprachig und spricht Englisch, Französisch, Deutsch und Italienisch.
Neben ihrer politischen Karriere ist Pirdeni seit 2008 Dozentin an der Universität Tirana. Von September 2020 bis 2024 war sie stellvertretende Justizministerin. In dieser Funktion konzentrierte sie sich auf europäische Integrationsprozesse, insbesondere im Rahmen der EU-Beitrittsverhandlungen Albaniens und auf Antikorruptionsstrategien. Seit September 2024 ist Ministerin für öffentliche Verwaltung und Korruptionsbekämpfung im neuen Kabinett Rama III.